# Майборода Василь Каленикович
Майборода Василь Каленикович (29. 07. 1935, с. Маслівка, Миронівський район, Київська область) — український науковець, доктор педагогічних наук (1993), професор (1994).
Коло наукових інтересів: теорія та історія педагогіки, проблеми вищої освіти й підготовки наукових і науково-педагогічних працівників.

## Науково-педагогічна кар'єра
1963 — Закінчив Київський університет.
1954–65 — працював шкільним учителем.
1965–70 — працював у Криворізькому педагогічному інституті, потім — у 1970–77 рр. — у Миколаївському педагогічному інституті на посаді проректора з навчальної і наукової роботи
1977–80 — ректор Миколаївського педагогічного інституту
1980–86 — нач управління педагогічних навч. закладів та член колегії Міністерства освіти УРСР
1986–92 — завідувач відділу методик гуманітарних дисциплін Міністерства освіти УРСР
1992–94 — провідний науковий співробітник Інституту педагогіки АПНУ
від 1994 — завідувач лабораторії профес.-тех. освіти Інституту педагогіки і психології професійної освіти АПНУ
1995—2000 — учений секретар, а у 2000–05 рр. — завідувач кафедри управління освіти Національної академії державного управління при Президентові України;
2005–08 — професор, а у 2008–10 — проректор з наукової роботи Національної академії СБУ
від 2011 — головний науковий співробітник, радник дирерктора Інституту вищої освіти України НАПНУ

## Творчий доробок
- Вища педагогічна освіта в Україні: історія, досвід, уроки. К., 1992;
- Концептуальні засади демократизації та реформування освіти в Україні. К., 1997 (співавт.);
- Педагогіка вищої школи: Підруч. К., 2009 (співавт.);
- Проблеми розвитку праксеологічних умінь майбутніх компетентних фахівців // Вища освіта України. 2012. № 4;
- Методика підготовки й оформлення рукопису та автореферату дисертації: Навч. посіб. К., 2014.